# Uccisione dei bambini Aroyo
L'uccisione dei bambini Aroyo è stato un attacco terroristico avvenuto il 2 gennaio 1971, in cui due bambini israeliani vennero uccisi quando dei militanti palestinesi lanciarono una bomba a mano contro l'auto in movimento della famiglia Aroyo che viaggiava nella striscia di Gaza. L'attacco fu un punto di svolta nel modo in cui Israele iniziò a relazionarsi con le minacce terroristiche provenienti dalla striscia di Gaza. Dopo l'attacco, Israele lanciò un'ampia operazione anti-terrorismo nella striscia di Gaza.

## L'attacco
La famiglia Aroyo (Clare e Marco) si trasferì negli anni 1930 dalla Bulgaria a Malta, dove possedeva un negozio di tessuti a La Valletta ("Swiss House"). I loro figli si trasferirono poi nel Regno Unito.
Nel 1969, Robert e Preeti Aroyo emigrarono in Israele dal Regno Unito e si stabilirono a Kiryat Ono. La famiglia Aroyo viaggiava regolarmente attraverso Israele durante i fine settimana.
Sabato 2 gennaio 1971, la famiglia Aroyo stava facendo un giro in macchina nella Striscia di Gaza. Nel pomeriggio, quando la famiglia iniziò a tornare a casa, prese la strada sbagliata e di conseguenza passò lungo la strada principale a nord di Gaza dove un ragazzo palestinese di 15 anni lanciò una bomba a mano attraverso il finestrino dell'auto in movimento della famiglia Aroyo. La bomba a mano cadde sul sedile posteriore dove erano seduti i bambini e la loro madre. L'esplosione uccise immediatamente Abigail, di 4 anni. Marc-Daniel, di 7 anni, rimase gravemente ferito e in seguito morì in ospedale. La madre, Preeti Aroyo, rimase gravemente ferita e necessitò di una lunga riabilitazione, rimanendo disabile a causa dell'incidente.
Subito dopo l'incidente, il padre, Robert Arroyo, tentò di chiedere aiuto e si rivolse a due giovani arabi che assistirono all'incidente. Le sue suppliche non ebbero risposta, poiché in seguito si scoprì che questi uomini operarono come osservatori durante l'attacco. Robert Aroyo, che rimase leggermente ferito nell'attacco, riuscì a guidare la macchina e raggiungere un checkpoint delle IDF, prima di collassare.

### Vittime
- Abigail Aroyo, 4 anni;[3][6]
- Marc-Daniel Aroyo, 7 anni.[2][3]

## Conseguenze

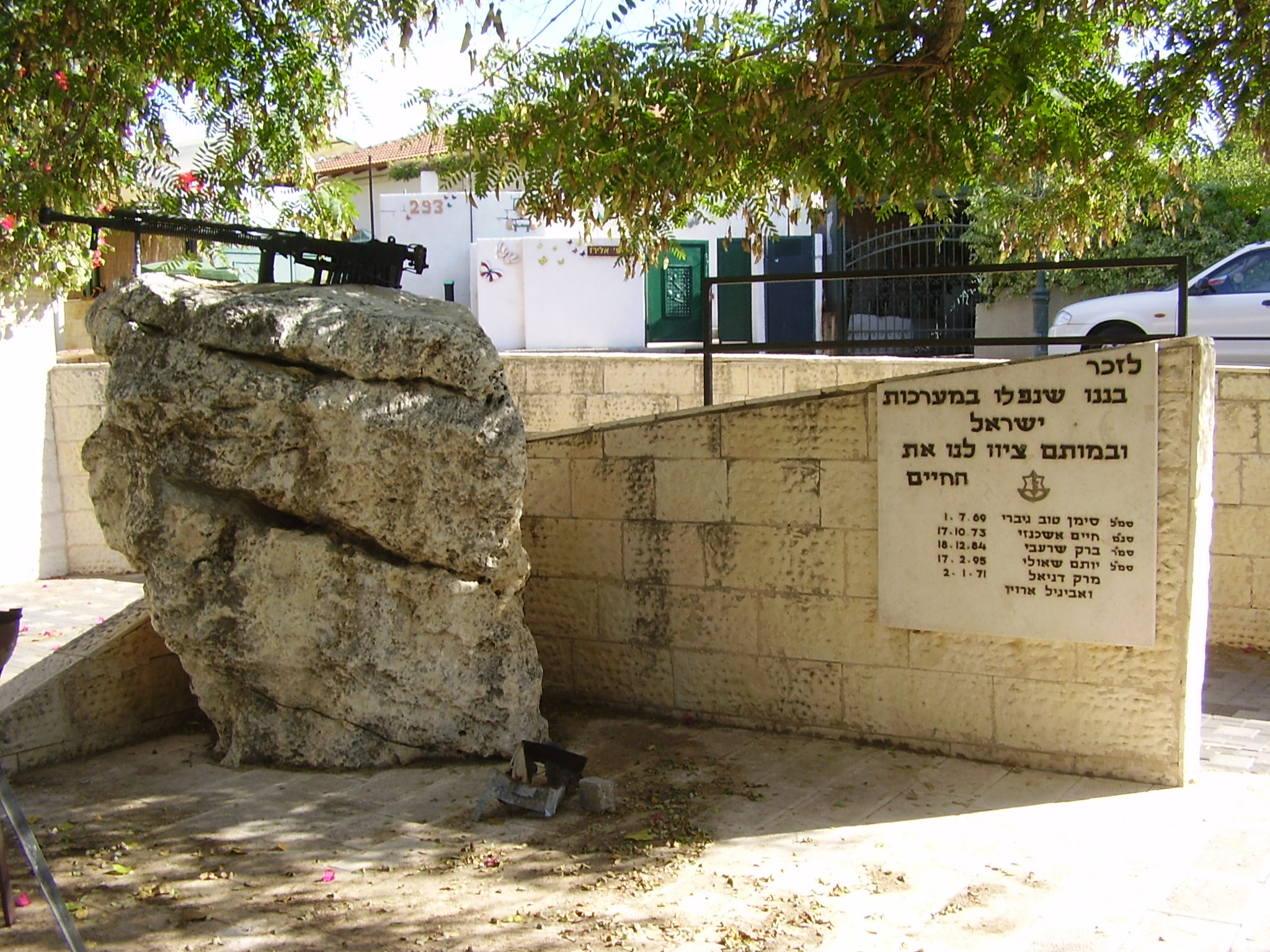
Monumento alle vittime israeliane del terrorismo situato a Kfar HaNagid. Tra i nomi che compaiono sul monumento ci sono i figli della famiglia Aroyo.

L'omicidio scioccò l'opinione pubblica israeliana principalmente a causa della gravità dell'attacco. I bambini vennero sepolti nel cimitero del monte degli Ulivi a Gerusalemme. Nel loro funerale furono elogiati dal rabbino capo dell'IDF Shlomo Goren. Le forze di sicurezza israeliane catturarono gli autori: il quindicenne Mohammad Suleiman Al Zaki, originario del quartiere di Shuja'iyya (che lanciò la granata), e i suoi due compagni di 16 e 17 anni, tutti studenti del liceo "Falestin" che erano stati reclutati da un membro anziano dell'Organizzazione per la Liberazione della Palestina. Oltre ad aver ucciso i bambini della famiglia Arroyo, gli aggressori parteciparono anche a diversi altri attacchi e vennero accusati di 18 tra lanci di granate ed impianti di ordigni esplosivi. Zaki e i suoi complici vennero condannati all'ergastolo da un tribunale militare di Gaza. Zaki venne scarcerato nel 1985 come parte dell'accordo Jibril.
A seguito dell'attacco venne imposto il coprifuoco a Gaza e la strada in cui avvenne l'attacco rimase chiusa per un mese. La politica di non intervento attuata dai militari israeliani nella Striscia di Gaza da quando Israele prese il controllo della Striscia di Gaza nella guerra dei sei giorni venne modificata a seguito di questo incidente. La campagna antiterrorismo venne assegnata al capo del comando meridionale dell'IDF, Ariel Sharon. Una barriera di sicurezza venne istituita lungo la linea verde per prevenire le infiltrazioni di militanti. Grandi quantità di forze dell'IDF furono trasferite nella Striscia di Gaza, operando intensamente contro le cellule terroristiche attive.